# 南區 (香港)

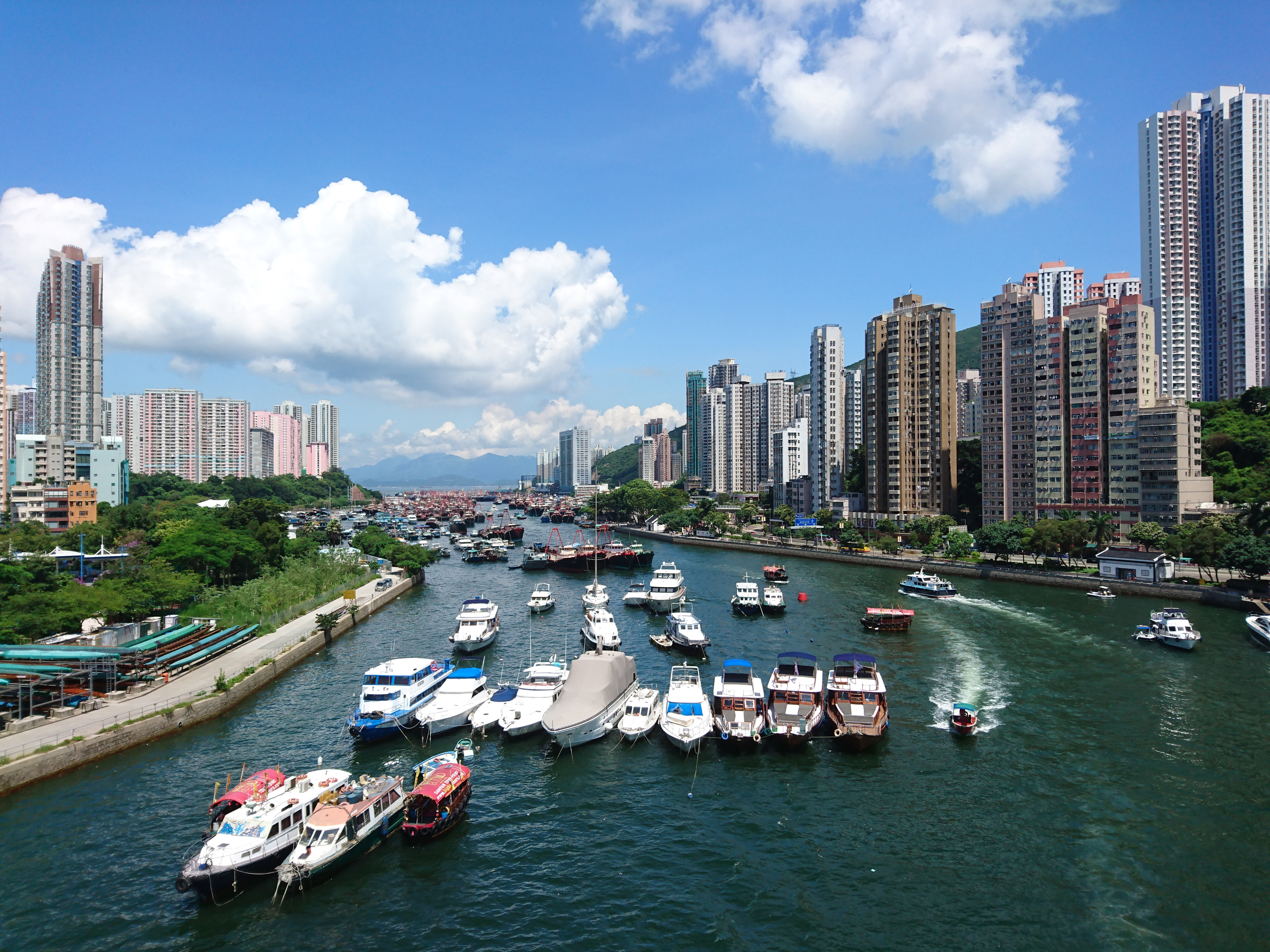
南區以香港仔避風塘兩岸為中心

南區（英語：Southern District），又稱港島南、香港南，是香港十八區之一。自香港開埠以前，已經有早期原居民和水上人居住。南區為香港島四區中，面積範圍覆蓋最廣的一區，總面積達4,000公頃。根據2021年香港人口普查的數字，南區人口為263,278人。南區是基層、中產、富豪互存的地區，半數人口居於公屋以及居屋之中
，南區由十七個區議會分區組成，人口主要分佈在鴨脷洲、薄扶林、香港仔和黃竹坑。而壽臣山、深水灣、淺水灣、大潭、石澳及赤柱人口則較少，是香港高尚住宅區。

## 地理
南區位於香港島南部，東起大浪灣，西起薄扶林。當中包括香港仔、鴨脷洲、鋼綫灣、黃竹坑、壽臣山、深水灣、淺水灣、赤柱、舂坎角、大潭及石澳等地。
南區分別北接東區、灣仔區及中西區。

## 歷史
1968年，政府推行民政主任計劃，將港九市區分為十區，當時的南區地域分別屬於西區及東區。現時南區的赤柱及石澳選區（D17）原屬東區，而其餘部份則屬於西區。
1975年9月29日，政府因考慮到赤柱、石澳、香港仔、黃竹坑等地的地理位置和居民生活習慣，將原來西區摩星嶺道以南及原來東區的赤柱及石澳合併，組成南區。而剩餘的西區則與中區合併為中西區。另外介乎奇力山及田灣山之間的部份地段亦有所調整，由原屬中區及西區，分別劃給南區及中西區。
南區一帶在新石器時代已有人定居，現存的古蹟有大浪灣石刻。到了明朝，南區一帶有進一步的開發，居民也日益增長，而
居民主要是在黃竹坑，薄扶林及赤柱生活的農民。當時，香港仔的石排灣曾以轉口香木製品而著名。由郭棐編撰的《粵大記》中，更載有多個位於現時南區的地名。
在薄扶林水塘興建以前，山上的水都會在瀑布灣的瀑布流入海裡，而瀑布灣則鄰近廣州與外國的海路貿易航線，所以不少中外航海人士到該處取淡水補給。而區內薄扶林村，赤柱村及黃竹坑舊圍更是香港島少數由原居民建立的村落。他們曾多次向政府要求享有與新界原居民同等的待遇，但遭到政府拒絕。
香港開埠時，赤柱為當時香港島最繁盛的地區，英國人曾計劃以赤柱為發展基地。然而由於赤柱土地狹較少，加上當時該處爆發疫症，因此英國人決定轉往香港島北岸發展，赤柱得以繼續成為华人聚居地之一。
另一方面，香港開埠初年起，南區一帶亦擔當著工業區的角色。在1857年建成的夏圃船塢，是香港首個大型船塢，後來於1860年代被黃埔船塢收購發展成香港仔旱塢。1950年代起香港工業急促發展，黃竹坑一帶便發展成工業區。
南區一帶於1960年代之前，一直是漁民的主要據居地。根據1961年的香港人口普查，屬於現時南區範圍的漁民數目達28,000人，佔當時香港漁民總數四分之一以上。直至1960年代政府開發南區，先後興建漁光村、石排灣邨、華富邨等公共房屋，使不少漁民上岸定居；而部份較富裕的漁民則於鴨脷洲北岸鴨脷洲大街定居及開設店鋪。

## 民政事務專員
現任南區民政事務專員為張佩珊女士，於2025年3月10日接替鄭港涌出任該區專員。

### 歷任南區民政事務專員
- 許林燕明女士（任期：1997年－1999年4月18日）
- 葉李杏怡女士（任期：1999年4月19日－2001年8月31日）
- 劉國材先生（任期：2001年9月3日－2005年8月7日）
- 任雅玲女士（任期：2005年8月8日－2007年12月23日）
- 黃彥勳先生（任期：2007年12月24日－2012年3月4日）
- 衛懿欣女士（任期：2012年3月5日－2014年7月25日）
- 周楚添先生（任期：2014年7月26日－2017年8月13日）
- 馬周佩芬女士（任期：2017年8月14日－2019年12月31日）
- 鄭港涌先生（任期：2019年12月31日一2025年3月9日）
- 張佩珊女士（任期：2025年3月10日至今）

## 家庭收入
根據統計處出版《2022年按區議會分區劃分的人口及住戶統計數字》最新報告當中顯示的地區月入中位數，南區的家庭住戶收入中位數為$34,200，為全港第四位。雖然南區有不少豪宅地區，按2016人口普查結果顯示，當中D16海灣分區包括壽臣山、深水灣、淺水灣是香港豪宅區，從事經濟活動的家庭住戶每月收入中位數達137,710港元，為全港最高之一。但是大部份人口則居於香港仔、黃竹坑和鴨脷洲一帶，亦住了不少基層，有九個公屋，因此整個南區排名低於中西區和灣仔區。
區內住在私人住宅的人口不足區內一半的總人口，只有42 868／85 837戶，即超過一半人居住在公屋和居屋之中。

## 統計資料
根據2011年的人口普查資料，南區的人口資料如下：
| 人口特徵 - 人口： 278,655 人 - 15歲以下： 11.0% - 15至24歲： 11.8% - 25至44歲： 30.6% - 45歲至64歲： 32.6% - 65歲及以上： 13.9% - 年齡中位數： 42.9 歲 - 十五歲及以上從未結婚人口比例 - 男性： 43.4% - 女性： 42.5% 教育 - 20歲及以上非就學人口具專上教育程度比例： 28.7% 勞動人口特徵 - 勞動人口： 151,522 人 - 勞動人口參與率 - 男性： 66.4% - 女性： 56.7% - 合計： 61.1% - 工作人口每月主業收入中位數： 11,000 港元 | 住戶特徵 - 家庭住戶數目： 85,837 戶 - 家庭住戶平均人數： 3.1 人 - 家庭住戶每月收入中位數： 25,700 港元 房屋特徵 - 有家庭住戶居住的屋宇單位數目： 85,676 個 - 每個屋宇單位的平均家庭住戶數目： 1.002 戶 - 自置居所住戶在家庭住戶總數目中所佔的比例： 50.4% - 家庭住戶每月按揭供款及借貸還款中位數： 8,000 港元 - 按揭供款及借貸還款與收入比率中位數： 19.6% - 家庭住戶每月租金中位數： 1,530 港元 - 租金與收入比率中位數： 12.1% |

## 社區環境

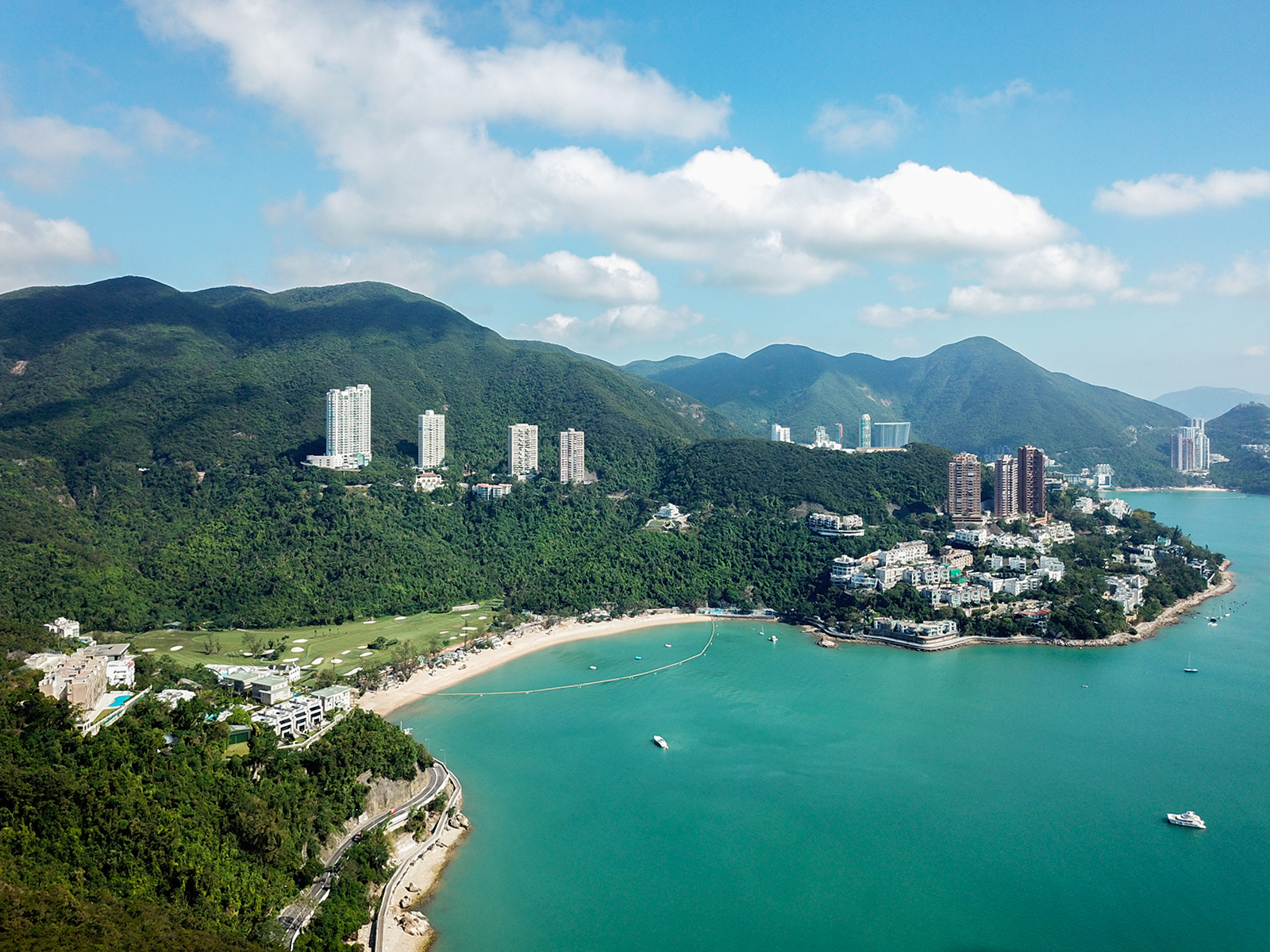
從高處眺望深水灣一帶的豪宅

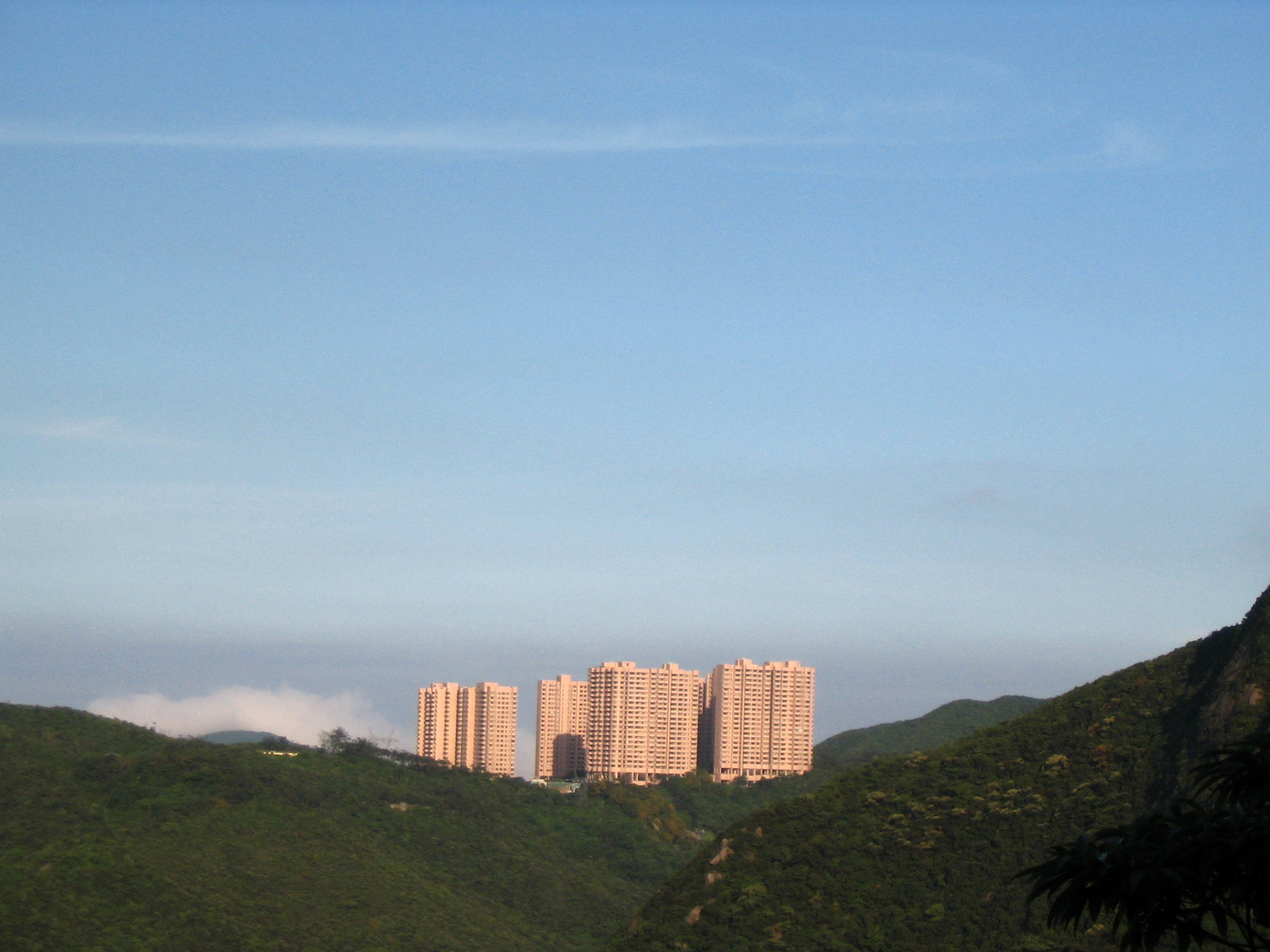
處於渣甸山和紫羅蘭山之間的陽明山莊

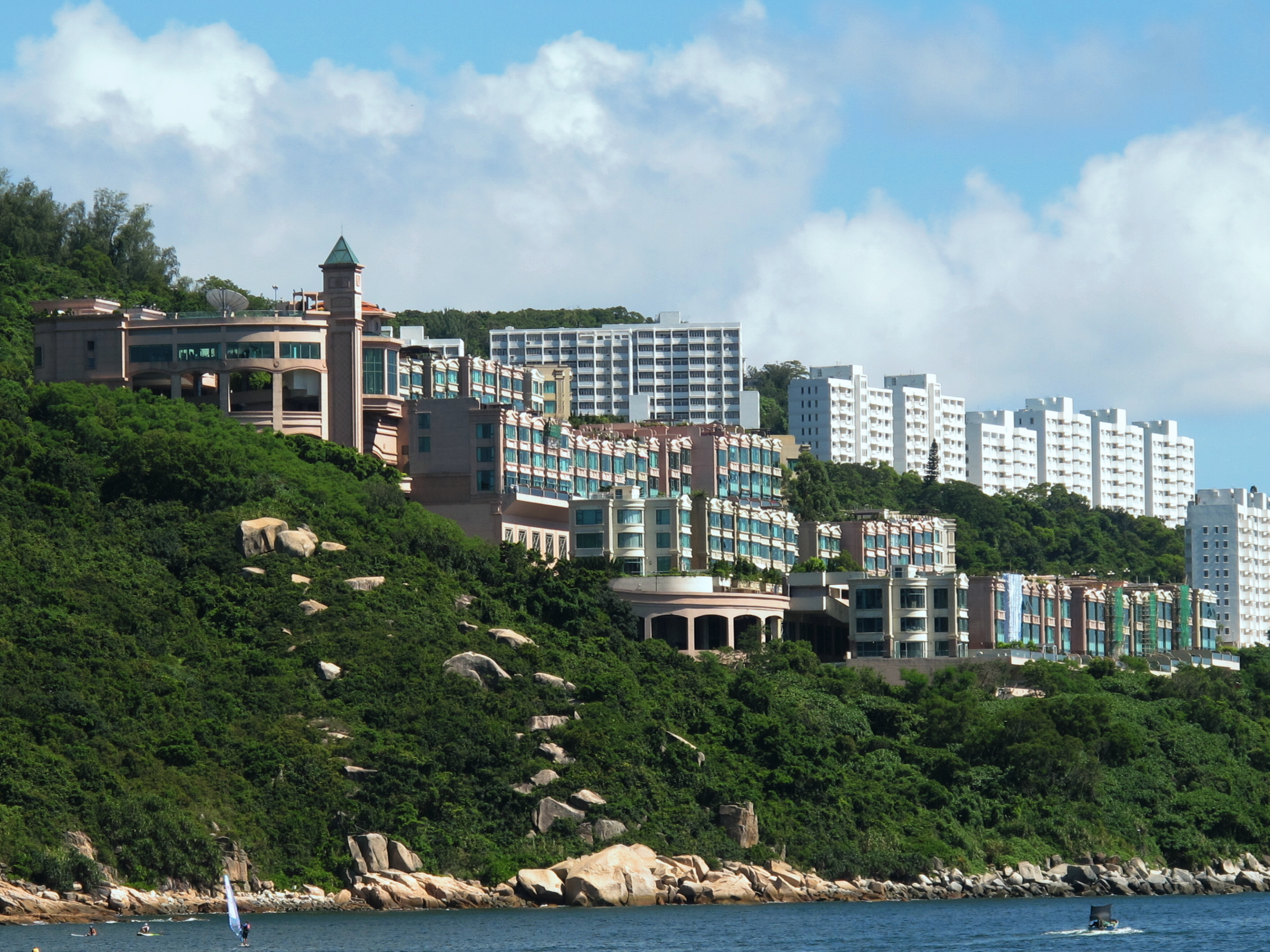
富豪海灣

### 公共屋邨
| - 石排灣邨 - 田灣邨 |  | - 鴨脷洲邨 - 利東邨 |  | - 華富邨（華富（一）邨、華富（二）邨） - 華貴邨 |  | - 馬坑邨 - 漁光村（香港房屋協會屋邨） - 石排灣道項目（預計於2024/25年度落成） - 華景街項目（預計於2026/27年度落成） - 華樂徑項目（預計於2026/27年度落成） |

### 居者有其屋
| - 南濤閣 - 雅濤閣 - 逸港居 |  | - 漁暉苑 - 鴻福苑 - 漁安苑 |  | - 嘉隆苑 - 龍欣苑 - 龍德苑 |

### 中價屋苑
| 大型私人屋苑 - 薄扶林花園 - 置富花園 - 香港仔中心 - 海怡半島（South Horizons） |  | 其他私人屋苑 - 鴨脷洲中心 - 嘉禾大廈 - 利港中心 - 悅海華庭（夾屋） - 景惠花園 - 港暉中心 - 富臨軒 - 海峰華軒 - 南灣御園（Jadewater） - 深灣軒 - 晉環（一期） - 揚海（二期） - Blue coast（三期） - 海盈山（四期） - 滶晨（五期；興建中） - （六期；興建中） |  | 大型商場 - The Southside - 香港仔中心商場 - 利港商場 - 海怡廣場 - 鴨脷洲海怡工貿 OUTLET - 赤柱廣場 - 置富南區廣場 - 數碼港商場 |

### 大型屋苑豪宅
- 紅山半島
- 富豪海灣
- 陽明山莊
- 浪琴園
- 碧瑤灣
- 貝沙灣（Bel-Air）
- 南灣（Larvotto）
- 深灣9號（Marinella）
- 南區‧左岸（Marina South）
- 凱玥（The Corniche）

### 單棟式豪宅公寓
- 南津迎岸（South Walk • Aura）
- 澄天（Southsky）

### 洋房式別墅
- 赤柱崗道3號共5幢洋房
- 環角道33號共14幢洋房

## 公共設施

### 教育機構

#### 大專院校

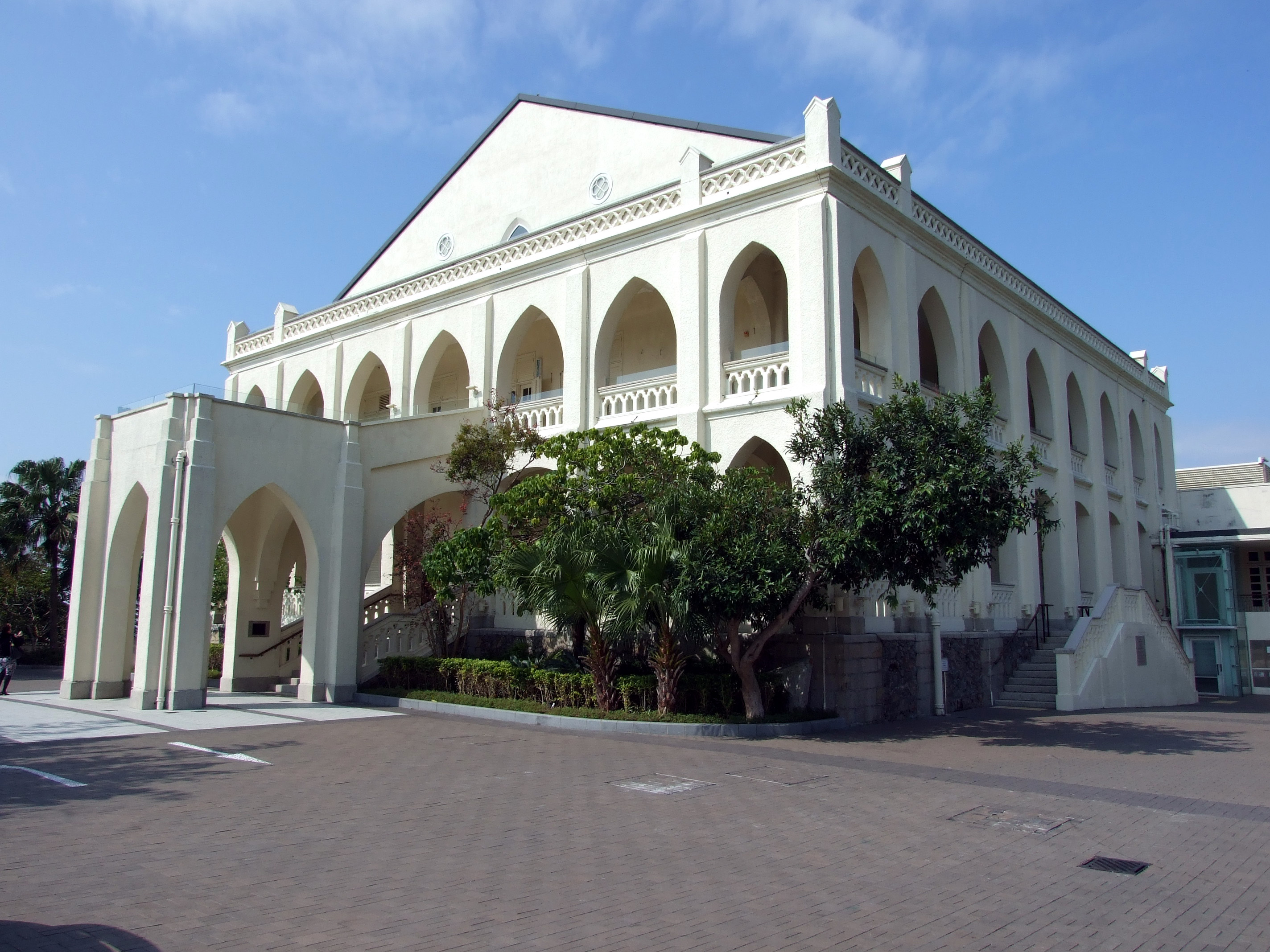
伯大尼修院

- 香港大學李嘉誠醫學院
- 香港演藝學院薄扶林伯大尼修院分校
- 明德學院

#### 基督宗教神學院校
- 聖神修院

#### 中學教育

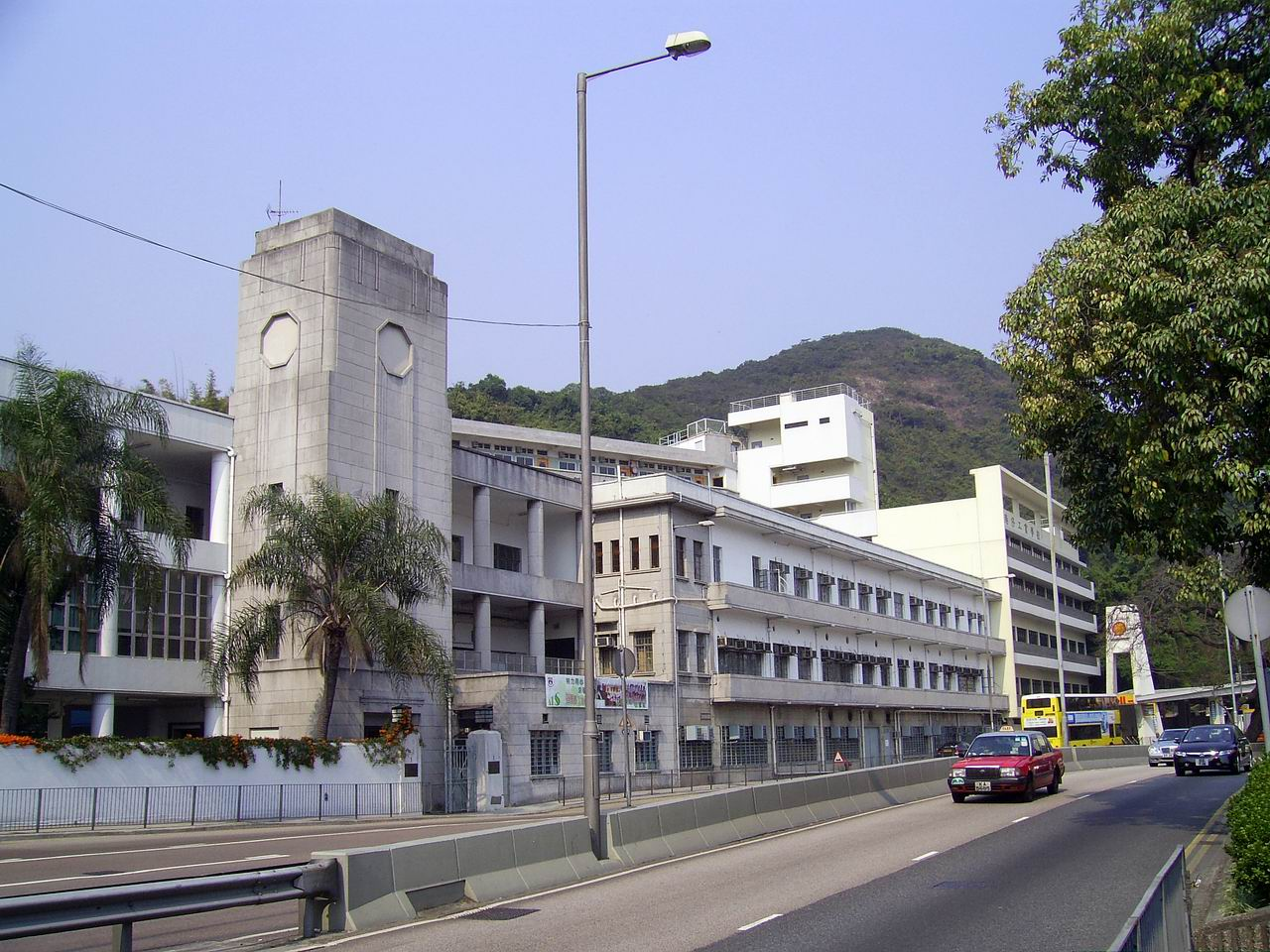
香港仔工業學校

| - 嘉諾撒聖心書院 - 培英中學 - 聖士提反書院 - 香港仔工業學校 |  | - 香港航海學校 - 聖伯多祿中學 - 明愛莊月明中學 |  | - 聖公會呂明才中學 - 嘉諾撒培德書院 - 香港真光書院 - 香港仔浸信會呂明才書院 |  | - 新會商會陳白沙紀念中學 - 余振強紀念第二中學 - 港大同學會書院 - 明愛專業及成人教育中心－香港仔 |

#### 小學教育
| - 聖保羅書院小學 - 聖保羅男女中學附屬小學 - 聖士提反書院附屬小學 - 嘉諾撒培德學校 - 鴨脷洲街坊學校 - 聖公會置富始南小學 - 聖公會田灣始南小學 |  | - 聖伯多祿天主教小學 - 香港仔聖伯多祿天主教小學 - 華富邨寶血小學 - 海怡寶血小學 - 香港南區官立小學 - 東華三院鶴山學校 |  | - 弘立書院 - 滬江維多利亞學校 |

#### 國際學校

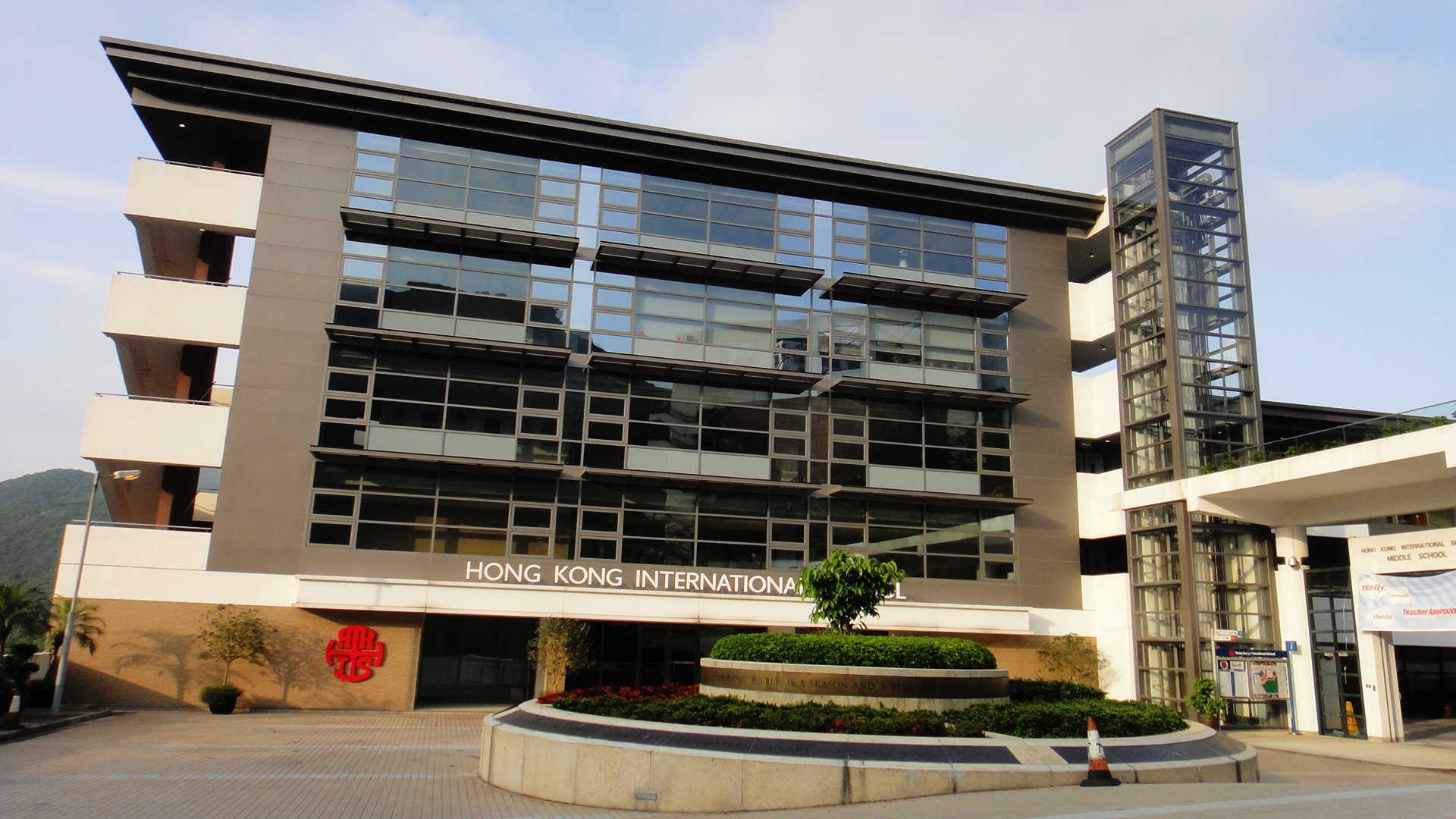
香港國際學校

| - 堅尼地小學 - 香港國際學校 - 德瑞國際學校（薄扶林校舍） - 啟歷學校（薄扶林校舍） |  | - 南島中學 - 西島中學 - 新加坡國際學校 - 加拿大國際學校 - 蒙特梭利國際學校（赤柱校舍） |

#### 特殊教育
| - 心光學校 - 香港青少年培育會陳南昌紀念學校 - 香港紅十字會甘迺迪中心 |  | - 瑪利灣學校 - 心光恩望學校 - 東華三院徐展堂學校 |

#### 其他教育機構
- 國際廚藝學院
- 中華廚藝學院
- 酒店及旅遊學院
- 卓越培訓發展中心
- 青年學院
- 展亮技能發展中心
- 香港警察學院

### 醫療服務

#### 公營醫院（港島西、港島東聯網）
- 瑪麗醫院 – 大型地區性急症醫院，亦為香港大學李嘉誠醫學院的教學醫院，提供第三層和第四層的先進科技服務，如肝臟、心肺及骨髓移植。香港薄扶林道102號
- 葛量洪醫院  – 成人心肺疾病治療的第三層轉介中心，為病患者提供全面的內科治療，亦有提供紓緩醫學及急症老人科服務，同時設有護士學校，培訓登記護士。香港香港仔黃竹坑道125號
- 黃竹坑醫院 – 為需要長期護理的病人提供護養服務。香港黃竹坑徑二號
- 大口環根德公爵夫人兒童醫院 – 一間專注於兒童矯形外科、脊柱外科、兒童發育、兒童腦科及腦科康復的第3層專科醫院，為全港的兒科病人服務。 香港薄扶林大口環道12號
- 東華三院馮堯敬醫院 一間延續護理的醫院，提供老人服務，並為內科及矯形科病人提供復康及療養服務；透過社區老人評估小組為區內老人提供外展服務。香港薄扶林大口環道9號
- 麥理浩復康院 – 提供全面復康服務。香港薄扶林沙灣徑七號
- 舂磡角慈氏護養院 – 為需要長期護理的病人提供護養服務，位於香港舂磡角道995地段。

#### 私營醫院
- 港怡醫院

#### 私營醫療集團
- 南島醫健 – 南區私營醫療集團，設海怡半島、黃竹坑及香港仔診所，提供全科西醫門診， 並且參與公私營協作計劃，包括「普通科門診公私營協作計劃」、「大腸癌篩查計劃」、「慢性疾病共同治理先導計劃」、「疫苗資助計劃」、「長者醫療券計劃」等。

### 道路

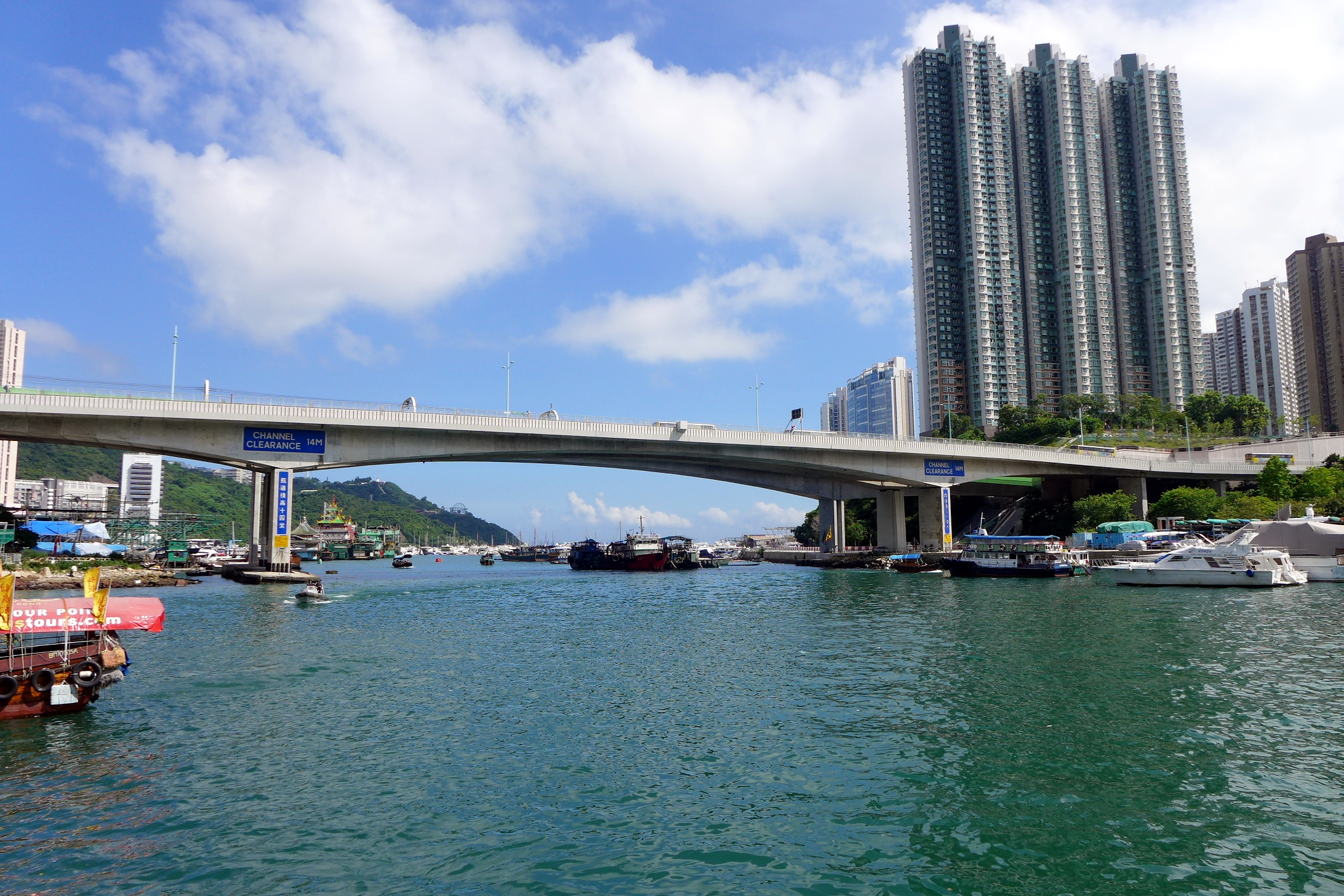
鴨脷洲大橋

### 巴士

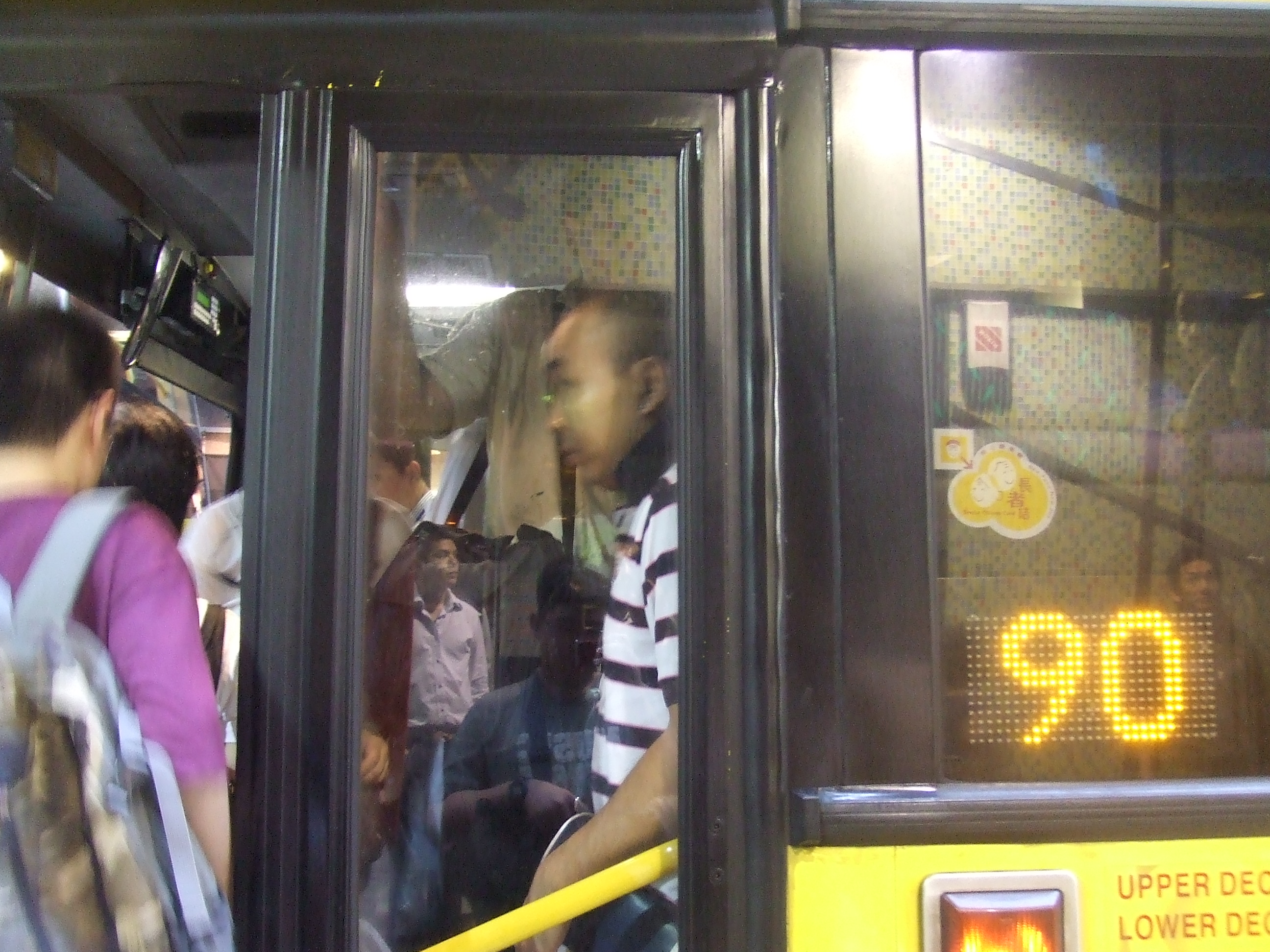
港鐵南港島綫通車前，南區巴士線經常受香港仔隧道塞車影響導致巴士班次失準，所以曾經給南區居民所詬病，放工時間經常客滿，以上為放工時間的90線巴士，上滿了客人（攝於摩理臣山道「天樂里」巴士站，經過此站後立即客滿。2008年6月10日）

## 區議會

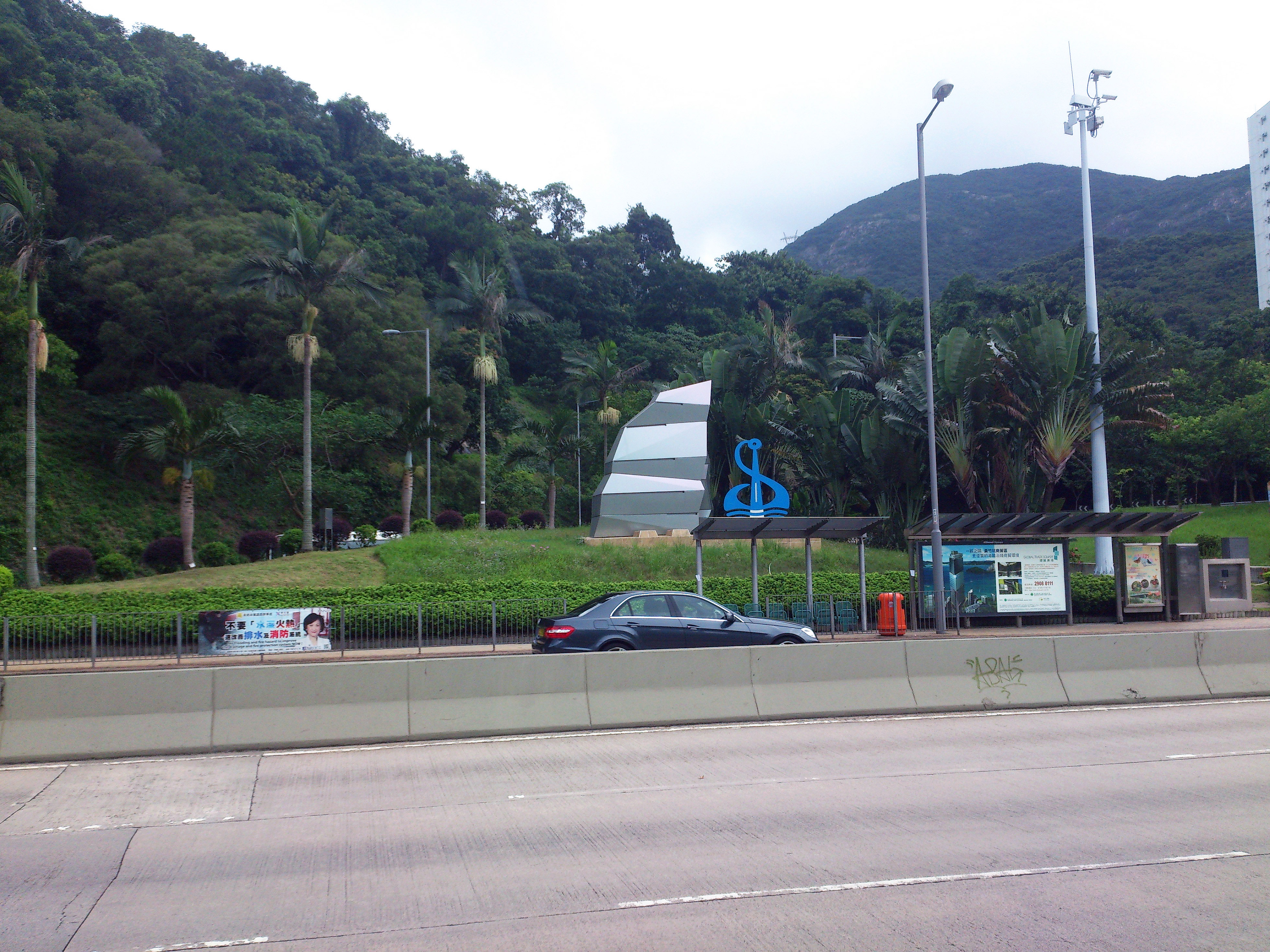
南區標誌的雕塑